# Чулни орган
Чулни органи или сензорни нервни систем су део нервног система који је одговоран за обраду сензорских информација. Сензорски систем се састоји од сензорских неурона (укључујући сензорске рецепторске ћелије), неуронске путеве, и делове мозга који учествују у сензорској перцепцији. Најзаступљенији сензорски системи су они за вид, слух, додир, укус, мирис, и баланс. Укратко, чула су трансдуктори из физичког света у царство ума, где се информација интерпретира и формира перцепција света око нас.
Рецептивно поље је област тела или окружења на коју рецепторски орган и ћелијски рецептори одговарају. На пример, део света које око може да види, је рецептивно поље ока; светлост коју сваки штапић или купа може да види, је њихово рецептивно поље. Рецептивна поља се могу идентификовати за визуелни систем, аудиторни систем и соматосензорски систем.
У састав чула кичмењака улазе три типа чулних елемената:
1. примарне чулне ћелије – настају прве у еволуцији на површини тела; имају способност примања и преношења надражаја; задржале су се у чулу вида и мириса код кичмењака;
2. слободни нервни завршеци – ћелије које леже дубље испод површине тела и са њом су у вези преко наставака;
3. секундарне чулне ћелије – имају само способност примања, а не и преношења надражаја; присутне су у већини чула кичмењака.

Према врсти дражи коју примају чула се деле на:
1. механичка – примају дражи додира, притиска а такође и звучне и друге таласе;
2. хемијска – примају дражи различитих хемијских материја у гасовитом и течном стању;
3. оптичка – примају светлосне дражи, чуло вида

## Механичка чула
*	тактилни органи (чуло додира) – најраспрострањеније и еволуционо најстарије чуло; примају дражи из спољашње средине и унутрашњих органа; представљени су или слободним нервним завршецима или секундарним чулним ћелијама; код кичмењака постоје тактилна телашца која реагују на притисак, температуру, бол;
- бочни органи – код водених кичмењака; налазе се на глави и дуж бочних линија тела; примају надражаје покрета и струјања воде, помоћу њих се оријентишу у кретању кроз воду (заобилажење предмета);
- инфундибуларни орган – постоји код амфиоксуса и риба; налази се на доњој страни међумозга; служи за оријентацију риба у погледу дубине воде;води порекло од предњег отвора нервне цеви.
- статички (равнотежни) и слушни органи – обједињени су у заједнички стато-акустички апарат

### Органи чула слуха и равнотеже
Смештени су у унутрашњем уху. У њему се налазе полукружни каналићи (чуло равнотеже) и пуж (чуло слуха). Полукружни каналићи и пуж су утопљени у течности (перилимфа) и испуњени су течношћу (ендолимфа). У ендолимфи полукружних каналића су кристали калцијум-карбоната који надражују чулне ћелије. У пужу је смештен Кортијев орган чије чулне ћелије примају треперења перилимфе.
Код гмизаваца, птица и сисара су се развили и помоћни делови који примају и преносе звучна треперења – спољашње и средње ухо. Спољашње ухо се састоји од ушне шкољке и спољашњег слушног канала који се завршава бубном опном. Средње ухо обухвата бубну дупљу са бубном опном и три слушне кошчице. Чекић (malleus) је причвршћен за бубну опну, а за њега је покретно везан наковањ (incus). Између средњег и унутрашњег уха је овално окно на које належе узенгија (stapes). Звучна треперења изазивају треперења бубне опне, па се преко слушних кошчица и овалног окна преносе на перилимфу.

## Чуло вида
Очи кичмењака припадају мехурастом типу и могу бити:
- непарне очи – има их мали број кичмењака и то као темено (колоусте, неке рибе и гуштери) и пинеално око (код колоуста, а код осталих кичмењака је претворено у епифизу);
- парне очи.

### Парне очи
Изграђене су по типу затвореног очног мехура (очна јабучица). Очна јабучица обавијена је са три опне:
1. беоњачом – спољашња опна, која на предњем крају образује провидну рожњачу;
2. судовњачом – богата крвним судовима; на предњем крају образује дужицу (различито обојена) која на средини има отвор – зеницу; иза дужице лежи очно сочиво;
3. мрежњачом (ретина) –унутрашња опна; она је најсложенији део ока; у њој се налазе чулне ћелије:

- штапићи – одговорни за разликовање светлости и таме; код сисара су бројнији од чепића;
- чепићи – одговорни за уочавање боја и детаља предмета; највише их има у средини мрежњаче (на линији која пролази кроз центар ока) на месту које се зове жута мрља – место најоштријег вида.

На месту где очни нерв излази из ока нема чулних елемената па се то место назива слепа мрља.

## Хемијска чула
Припадају им чуло мириса и укуса.

### Чуло мириса (олфактивни органи)
Смештено је у парним носним (мирисним) јамама. Код копнених кичмењака мирисне јаме добијају и функцију спровођења ваздуха до плућа, па се образује носно-ждрелни канал који повезује мирисне органе са усном дупљом.

### Чуло укуса
Представљено је групама секундарних чулних ћелија које заједно са потпорним ћелијама образују тзв. густативне квржице. Код риба су ове квржице распоређене по усној дупљи, ждрелу па чак и у кожи на површини тела. Код сувоземних кичмењака налазе се само на језику и непцима, а код сисара само на језику.
Постоје 4 основна осећаја укуса:
- сланог,
- слатког,
- горког и
- киселог.

Највећа осетљивост за поједине надражаје везана је за одређене зоне језика – врхом језика се осећа слатко, а задњим крајем горко итд. Не постоји чулна зона за љуто, већ се такве дражи преносе преко нервних завршетака као бол.

## Чула и рецептори
Специфични број чула није усаглашен међу неуролозима услед различитих дефиниција у погледу тога шта сачињава чуло. Сидарта Гаутама и Аристотел класификују пет ‘традиционалних’ људских чула, што је постало широко прихваћено: додир, укус, мирис, вид, и слух. Друга чула која су добро позната код већине сисара, укључујући људе, обухватају ноцицепцију, чуло равнотеже, проприоцепцију, и термоцепцију. Осим тога, показано је да неке нехумане животиње поседују алтернативна чула, укључујући магнетоцепцију и електроцепцију.

### Рецептори
Иницијализација сензације потиче од одговора одређеног рецептора на физички стимулус. Рецептори који реагују на стимулус и иницирају процес сензације обично се групишу у четири различите категорије: хеморецептори, фоторецептори, механорецептори, и терморецептори. Сви рецептори примају својствене физичке стимулусе и преображавају сигнал у електрични акциони потенцијал. Овај акциони потенцијал затим путује дуж узлазних нервних влакана до специфичних можданих региона где бива обрађен и интерпретиран.

### Хеморецептори
Хеморецептори, или хемосензори, детектују одређене хемијске стимулусе и преображавају тај сигнал у електрични акциони потенцијал. Два примарна типа хеморецептора су:
- Даљински хеморецептори који су интегрални при примању стимулуса у олфакторном систему путем олфакторних рецепторских неурона и неурона у Јакобсоновом органу.
- Директни хеморецептори који обухватају папиле укуса у густаторном систему, као и рецепторе у аортним телима који детектују промене концентрације кисеоника.[25]

### Фоторецептори
Фоторецептори имају способност фототрансдукције, што је процес у коме се конвертује светлост (електромагнетско зрачење) у, поред осталих типова енергије, мембрански потенцијал. Три примарна типа фоторецептора су:
- Чепићи су фоторецептори који прозводе знатан респонс на боју. Код људи три различита типа чешће кореспондирају примарном респонсу на кратке таласне дужине (плаво), средње таласне дужине (зелено), и дуге таласне дужине (жуто/црвено).[29]
- Штапићи су фоторецептори који су веома сензитивни на јачину светлости, те омогућава вид при слабом осветљењу. Концентрација и однос чепића и штапића су зависни од тога да ли је животиња диурнална или ноктурна. Код људи број штапића надмашује број чепића са односом од око 20:1, док код ноктурних животиња, као што је шумска сова, однос је око 1000:1.[29]
- Ганглијске ћелије ретине су присутне у адреналној медули и ретини, где оне учествују у симпатичком респонсу. Од око 1,3 милиона ганглионских ћелија присутних у ретини, сматра се да су 1-2% фотосензитивне ганглије.[30] Ове фотосензитивне ганглије учествују у свесном виду код неких животиња,[31] и сматра се да то чине и код људи.[32]

### Механорецептори
Механорецептори су сензорни рецептори који одговарају на механичке силе, као што је притисак или дисторзија. Док су механорецептори присутни у ћелијама длачица и играју интегралну улогу у вестибуларном и аудиторном систему, већина механорецептора се налази у кожи. Они се групишу у четири категорије:
- Споро прилагођавајући рецептори типа 1 имају мала рецептивна поља и одговарају на статичку стимулацију. Ови рецептори првенствено долазе до изражаја при сензацијама облика и храпавости.[37]
- Споро прилагођавајући рецептори типа 2 имају велика рецептивна поља и одговарају на растезање. Слично типу 1, они производе непрекидне одговоре на континуиране стимулусе.[38]
- Брзо прилагођавајући рецептори имају мала рецептивна поља и у основи су перцепције клизања.[39][40]
- Пакинијски рецептори имају велика рецептивна поља и они су предоминантни рецептори за високо фреквентне вибрације.[39][41][42]

### Терморецептори
Терморецептори су сензорни рецептори који одговарају на промене температуре. Мада механизам путем кога ови рецептори делују није јасан, недавна открића су показала да сисари имају најмање два различита типа терморецептора:
- Краусова телашца, или булбоидне корпускуле,[46] који детектују температуре изнад телесне температуре.
- Руфанијева телашца детектују температуре испод телесне температуре.[47][48][49][50]

### Ноцицептори
Ноцицептори одговарају на потенцијално оштећујуће стимулусе слањем сигнала у кичмену мождину и мозак. Овај процес, који се назива наноцепција, обично узрокује перцепцију бола. Они су присутни у унутрашњим органима, као и на површини тела. Ноцицептори откривају различите врсте оштећујућих стимулуса или стварна оштећења. Они који реагују само када су ткива оштећена, познати су као „спавајући” или „неми” ноцицептори.
- Термални ноцицептори се активирају излагањем шкодљивој топлоти или хладноћи на разним температура.
- Механички ноцицептори одговарају на прекомерни притисак или механичке деформације.
- Хемијски ноцицептори одговарају на широк варијетет хемикалија, неке од којих су знаци оштећења ткива. Они учествују у детекцији појединих зачина у храни.

## Сензорни кортекс
Сви стимулуси које примају горенаведени рецептори се преносе до акционог потенцијала. Он се преноси дуж једног или више аферентних неурона према специфичној области мозга. Док се термини сензорни кортекс често неформално користи за референциње соматосензорног кортекса, термин се прецизније односи на вишеструке области мозга у којима долази до пријема чулних инпута ради обраде. За пет традиционалних чула код људи, тиме су обухваћени примарни и секундарни кортекси разних чула: соматосензорски кортекс, визуелни кортекс, аудиторни кортекс, примарни мирисни кортекс, и кортекс укуса. Други модалитети исто тако имају кореспондирајуће сензорне кортексе, укључујући вестибуларни кортекс за осећај равнотеже.

### Соматосензорски кортекс
Лоциран у теменом можданом режњу, примарни соматосензорски кортекс је примарно прихватно подручје за сигнале чула додира и проприоцепције у соматосензорном систему. Овај кортекс се даље дели у Бродманова поља 1, 2, и 3. Бродманово поље 3 се сматра примарним центром за обраду информација сематосензорног кортекса, јер оно прима знатно већу количину података од таламуса, садржи неуроне који су високо респонсивни на сематосензорне стимулусе, и може да евоцира соматске сензације кроз електричну стимулацију. Поља 1 и 2 примају највећи део свог улаза из поља 3. Исто тако постоје путеви за проприоцепцију (преко малог мозга), и моторну контролу (преко Бродмановог поља 4). Такође погледајте: С2 Секундарни соматосензорски кортекс.

### Визуелни кортекс
Визуелни кортекс се односи на примарни визуелни кортекс, означен са В1 или Бродманово поље 17, као и на екстрастријатна визуелно кортексна поља В2-В5. Лоциран у потиљачном режњу, В1 делује као примарна релејна станица за визуелни инпут, која преноси информације на две примарне путање означене као дорсални и вентрални ток. Дорсални ток обухвата поља В2 и В5, и користи се за интерпретацију визуелног „где” и „како”. Вентрални ток обухвата поља В2 и В4, и користи се у интерпретацији „шта” аспекта. Повећања у активности негативних задатака су уочена у вентралној мрежи пажње, након наглих промена у сензорним стимулусима, на почетку и офсету блокова задатака, и на крају завршеног покушаја.

### Аудиторни кортекс
Лоциран у слепоочном можданом режњу, аудиторни кортекс је примарно рецептивно подручје за звучне информације. Аудиторни кортекс се састоји од Бродманових поља 41 и 42, такође познатих као предње попречно темпорално поље 41 и задње попречно темпорално поље 42. Оба поља делују на сличан начин и интегрална су у пријему и обради сигнала трансмитованих из аудиторних рецептора.

### Примарни мирисни кортекс
Лоциран у слепоочном можданом режњу, примарни олфакторни кортекс је примарна рецептивна област за мирис, или њух. Јединствено за олфакторне и густаторне системе, бар код сисара, је имплементација периферних и централних механизама дејства. Периферни механизми обухватају олфакторне рецепторске неуроне који преносе хемијске сигнале дуж мирисних живаца, који се завршавају у олфакторној луковици. Хеморецептори који учествују у каскади олфакторних нерва користе Г протеин спрегнуте рецепторе за слање својих хемијских сигнала низ поменуту каскаду. Централни механизми обухватају конвергенцију олфакторних нервних аксона у гломерули у олфакторној луковици, где се сигнал затим трансмитује до предњег олфакторског језгра, пириформног кортекса, медијалне амигдале, и енториналног кортекса, сви од којих сачињавају примарни олфакторни кортекс.
За разлику од вида и слуха, олфакторне луковице нису унакрсно хемисферне; десна луковица је повезана са десном хемисфером и лева луковица са левом хемисфером.

### Кортекс укуса
Кортекс укуса је примарна рецептивна област за укус. Реч укус се користи у техничком смислу за специфично упућивање на сензације које потичу од папила укуса на језику. Пет форми укуса које детектује језик обухватају киселост, горчину, слаткост, сланост и укус протеина, звани умами. За разлику од тога, термин арома се односи на доживљај створен путем интеграције укуса са мирисом и тактилном информацијом. Густаторни кортекс се састоји од две примарне структуре: предње инсуле, лоциране на инсуларном режњу, и фронталног оперкулума, лоцираног на чеоном режњу. Слично олфакторном кортексу, густаторна путања оперише путем периферног и централног механизма. Периферни рецептори укуса, лоцирани на језику, меком непцу, ждрелу, и једњаку, преносе примљени сигнал до примарних сензорних аксона, где се сигнал пројектује на језгро самотарног тракта у продуженој мождини, или на густаторно језгро комплекса самотарног тракта. Сигнал се затим трансмитује до таламуса, који пројектује сигнал на неколико региона неокортекса, укључујући густаторни кортекс.
На неуронску обраду укуса утичу у готово свакој фази обраде истовремене соматосензорне информације са језика, тј. осећај текстуре. Мирис, за разлику од тога, се не комбинује са укусом ради стварање ароме све до виших региона кортикалне обраде, као што су инсула и орбитофронтални кортекс.